# 24 Heures du Mans 2022
Navigation
Édition précédente Édition suivante
Les 24 Heures du Mans 2022 sont la 90e édition de l'épreuve et se déroulent les 11 et 12 juin 2022 sur le circuit de la Sarthe. Elles constituent la 3e épreuve du championnat du monde d'endurance FIA 2022.

## Engagés

### Invités
La participation aux 24 Heures du Mans se fait sur invitation uniquement.

#### Invitation dans la catégorie Garage 56
Afin de promouvoir les nouvelles technologies, l'ACO peut inviter un concurrent présentant une voiture innovante, en catégorie « Garage 56 » ou « Innovative car », ne répondant pas aux règlements techniques en vigueur du Championnat du Monde d'Endurance de la FIA.

#### Invitations en fonction des résultats aux 24H du Mans ou autres séries/championnats
Les invitations attribuées aux écuries selon leurs résultats sont :
- une invitation en LMP2 et une invitation en LM GTE Am aux vainqueurs des 24 Heures du Mans 2021 dans ces catégories ;
- deux invitations en LMP2 et deux invitations en LM GTE Am aux écuries les mieux classées du championnat European Le Mans Series 2021 dans ces catégories ;
- une invitation en LMP2 au vainqueur du championnat European Le Mans Series 2021 dans la catégorie LMP3 ;
- une invitation en LM GTE Am au vainqueur de la Michelin Le Mans Cup 2021 dans la catégorie GT3 ;
- une invitation en LMP2 au vainqueur du championnat Asian Le Mans Series 2022 dans cette catégorie et dans la catégorie LMP3 ;
- une invitation en LM GTE Am au vainqueur du championnat Asian Le Mans Series 2022 dans la catégorie GT3.

Trois autres invitations peuvent être attribuées par les organisateurs de l'IMSA WeatherTech SportsCar Championship. Deux invitations aux pilotes lauréats des trophées Jim Trueman et Bob Akin (pilotes bronze ou silver ayant marqué le plus de points dans ce championnat respectivement en catégorie LPM2 et GTD) et une invitation pour une équipe LMP3.
Déjà engagé en WEC avec TF Sport et donc inscrit de facto aux 24 Heures du Mans, Ben Keating, lauréat du trophée Jim Trueman n'utilisera pas son invitation pour l'édition 2022.
NB : Les règles concernant les invitations ont évolué au cours de l'année 2021 par rapport à ce qui était annoncé dans le Règlement Particulier des 24 Heures du Mans 2021. Selon ce dernier, avec 18 voitures engagées en catégorie GT3 en ALMS, des invitations auraient dû être distribuées au 4 premiers de cette catégorie dans ce championnat.
Les invitations ne peuvent être attribuées aux concurrents ELMS, Weathertech SCC, Asian LMS et Michelin Le Mans Cup que s'ils ont participé à toutes les épreuves de la série/championnat concerné.
Les invitations ne peuvent être attribuées aux concurrents des 24 Heures du Mans que s'ils ont participé à toutes les épreuves de l’une des séries ELMS, IMSA WeathertechSportscar Championship ou Asian LMS.
Les invitations ne pourront être accordées que si la voiture concernée est engagée en 2021 dans l'un des trois championnats suivants : l'Asian Le Mans Series, l'European Le Mans Series ou l'IMSA WeatherTech SportsCar Championship.
Une équipe ne peut bénéficier de plus de deux invitations d'après ses résultats.
Les limitations ci-dessus ne s'appliquent qu'aux invitations en fonction des résultats (elles n'empêchent pas des invitations supplémentaires sur dossier pour les équipes concernées).
| Raison de l'invitation                                                                | HYPERCAR | LMP2              | LMGTE Pro        | LMGTE Am                |
| ------------------------------------------------------------------------------------- | -------- | ----------------- | ---------------- | ----------------------- |
| Vainqueurs des 24 Heures du Mans 2021                                                 |          | Team WRT          |                  | AF Corse                |
| Champions ELMS 2021 (LMP2 et GTE)                                                     |          | Team WRT          |                  | Iron Lynx               |
| Deuxième ELMS 2021 (LMP2 et GTE)                                                      |          | United Autosports |                  | Spirit of Race          |
| Champion ELMS 2021 (LMP3)                                                             |          | DKR Engineering   |                  |                         |
| Champion Michelin Le Mans Cup 2021 (GT3)                                              |          |                   |                  | Iron Lynx               |
| Lauréat du trophée Jim Trueman attribué par l'IMSA WeatherTech SportsCar Championship |          |                   |                  |                         |
| Lauréat du trophée Bob Atkin attribué par l'IMSA WeatherTech SportsCar Championship   |          |                   |                  | Rob Ferriol (Hardpoint) |
| Champion LMP3 de l'IMSA WeatherTech SportsCar Championship                            |          |                   | Riley Motorsport |                         |
| Champion Asian Le Mans Series 2022 (LMP2 Pro et GT)                                   |          | Nielsen Racing    |                  | Inception Racing        |
| Champion Asian Le Mans Series 2022 (LMP3)                                             |          | CD Sport          |                  |                         |

#### Invitation des concurrents engagés dans le Championnat du Monde d’Endurance de la FIA 2022
Les écuries engagées dans le Championnat du monde d'endurance FIA 2022 sont invitées (les 24 Heures du Mans étant une épreuve de ce championnat).

#### Autres invitations
Les autres invitations sont faites sur dossier.

### Liste officielle
La liste officielle des engagés devait être publiée le 28 février 2022. En raison de problématiques administratives liées a l'invasion de l'Ukraine par la Russie, la publication de celle-ci avait été repoussée. En effet, à la suite de cette invasion, la Fédération internationale de l'automobile avait pris la décision de suivre les recommandations du Comité international olympique,. La Fédération internationale de l'automobile avait ensuite rappelé que les pilotes, concurrents individuels et officiels russes et biélorusses ne pouvaient participer aux compétitions qu'à titre individuel et neutre et sous réserve d'un engagement spécifique et du respect des principes de paix et de neutralité politique de la FIA.
Le 7 mars 2022, compte tenu des conséquences sur les acteurs du sport automobile des récentes décisions des instances sportives internationales, liées à l'invasion de l'Ukraine par la Russie, le Comité de sélection avait décidé, exceptionnellement, d'ouvrir, pour une période de 48 heures supplémentaires, le dépôt éventuel de nouveaux dossiers d'inscription aux 24 Heures du Mans 2022.
Le 10 mars 2022, la liste officielle des engagés a été dévoilée.

Championnat dans lequel la voiture est engagée :
- Championnat du monde d'endurance FIA
- European Le Mans Series
- WeatherTech SportsCar Championship
- Asian Le Mans Series

Classe dans lequel la voiture est engagée :
- LMP2
- LMP2 Pro/Am

| N°        | Pays     | Écurie                    | Voiture                  | Pneu     | Cl.      | Pilote 1               | Pilote 2                 | Pilote 3                |
| Hypercar  | Hypercar | Hypercar                  | Hypercar                 | Hypercar | Hypercar | Hypercar               | Hypercar                 | Hypercar                |
| --------- | -------- | ------------------------- | ------------------------ | -------- | -------- | ---------------------- | ------------------------ | ----------------------- |
| 7         |          | Toyota Gazoo Racing       | Toyota GR010 Hybrid      | M        |          | Mike Conway            | Kamui Kobayashi          | José María López        |
| 8         |          | Toyota Gazoo Racing       | Toyota GR010 Hybrid      | M        |          | Sébastien Buemi        | Brendon Hartley          | Ryō Hirakawa            |
| 36        |          | Alpine Elf Team           | Alpine A480 - Gibson     | M        |          | Nicolas Lapierre       | André Negrão             | Matthieu Vaxiviere      |
| 708       |          | Glickenhaus Racing        | SCG 007                  | M        |          | Pipo Derani            | Romain Dumas             | Olivier Pla             |
| 709       |          | Glickenhaus Racing        | SCG 007                  | M        |          | Ryan Briscoe           | Franck Mailleux          | Richard Westbrook       |
| LMP2      |          |                           |                          |          |          |                        |                          |                         |
| 1         |          | Richard Mille Racing Team | Oreca 07 - Gibson        | G        | P2       | Charles Milesi         | Sébastien Ogier          | Lilou Wadoux            |
| 3         |          | DKR Engineering           | Oreca 07 - Gibson        | G        | PA       | Laurents Hörr          | Jean Glorieux            | Alexandre Cougnaud      |
| 5         |          | Team Penske               | Oreca 07 - Gibson        | G        | P2       | Dane Cameron           | Emmanuel Collard         | Felipe Nasr             |
| 9         |          | Prema ORLEN Team          | Oreca 07 - Gibson        | G        | P2       | Robert Kubica          | Louis Delétraz           | Lorenzo Colombo         |
| 10        |          | Vector Sport              | Oreca 07 - Gibson        | G        | P2       | Nico Müller            | Sébastien Bourdais       | Ryan Cullen             |
| 13        |          | TDS Racing x Vaillante    | Oreca 07 - Gibson        | G        | P2       | Mathias Beche          | Nyck de Vries            | Tijmen van der Helm     |
| 22        |          | United Autosports USA     | Oreca 07 - Gibson        | G        | P2       | Filipe Albuquerque     | Phil Hanson              | Will Owen               |
| 23        |          | United Autosports USA     | Oreca 07 - Gibson        | G        | P2       | Oliver Jarvis          | Alex Lynn                | Josh Pierson            |
| 24        |          | Nielsen Racing            | Oreca 07 - Gibson        | G        | PA       | Matthew Bell           | Ben Hanley               | Rodrigo Sales           |
| 27        |          | CD Sport                  | Ligier JS P217 - Gibson  | G        | PA       | Christophe Cresp (de)  | Michael Jensen (de)      | Steven Palette (de)     |
| 28        |          | Jota                      | Oreca 07 - Gibson        | G        | P2       | Jonathan Aberdein      | Ed Jones                 | Oliver Rasmussen        |
| 30        |          | Duqueine Team             | Oreca 07 - Gibson        | G        | P2       | Richard Bradley        | Memo Rojas               | Reshad de Gerus         |
| 31        |          | Team WRT                  | Oreca 07 - Gibson        | G        | P2       | Robin Frijns           | Sean Gelael              | René Rast               |
| 32        |          | Team WRT                  | Oreca 07 - Gibson        | G        | P2       | Mirko Bortolotti       | Rolf Ineichen            | Dries Vanthoor          |
| 34        |          | Inter Europol Competition | Oreca 07 - Gibson        | G        | P2       | Alex Brundle           | Esteban Gutiérrez        | Jakub Śmiechowski       |
| 35        |          | Ultimate                  | Oreca 07 - Gibson        | G        | PA       | Jean-Baptiste Lahaye   | Matthieu Lahaye          | François Hériau         |
| 37        |          | Cool Racing               | Oreca 07 - Gibson        | G        | P2       | Niklas Krütten         | Ricky Taylor             | Ye Yifei                |
| 38        |          | Jota                      | Oreca 07 - Gibson        | G        | P2       | António Félix da Costa | Roberto González         | Will Stevens            |
| 39        |          | Graff Racing              | Oreca 07 - Gibson        | G        | PA       | David Droux            | Sébastien Page           | Éric Trouillet          |
| 41        |          | Realteam by WRT           | Oreca 07 - Gibson        | G        | P2       | Rui Andrade            | Ferdinand Habsburg       | Norman Nato             |
| 43        |          | Inter Europol Competition | Oreca 07 - Gibson        | G        | P2       | Pietro Fittipaldi      | David Heinemeier Hansson | Fabio Scherer           |
| 44        |          | ARC Bratislava            | Oreca 07 - Gibson        | G        | PA       | Miroslav Konôpka       | Tristan Vautier          | Bent Viscaal            |
| 45        |          | Algarve Pro Racing        | Oreca 07 - Gibson        | G        | PA       | James Allen            | René Binder              | Steven Thomas           |
| 47        |          | Algarve Pro Racing        | Oreca 07 - Gibson        | G        | PA       | Jack Aitken            | John Falb                | Sophia Flörsch          |
| 48        |          | IDEC Sport                | Oreca 07 - Gibson        | G        | P2       | Paul-Loup Chatin       | Paul Lafargue            | Patrick Pilet           |
| 65        |          | Panis Racing              | Oreca 07 - Gibson        | G        | P2       | Julien Canal           | Nicolas Jamin            | Job van Uitert          |
| 83        |          | AF Corse                  | Oreca 07 - Gibson        | G        | PA       | Nicklas Nielsen        | François Perrodo         | Alessio Rovera          |
| LMGTE Pro |          |                           |                          |          |          |                        |                          |                         |
| 51        |          | AF Corse                  | Ferrari 488 GTE Evo      | M        |          | Alessandro Pier Guidi  | James Calado             | Daniel Serra            |
| 52        |          | AF Corse                  | Ferrari 488 GTE Evo      | M        |          | Miguel Molina          | Davide Rigon             | Antonio Fuoco           |
| 63        |          | Corvette Racing           | Chevrolet Corvette C8.R  | M        |          | Antonio García         | Jordan Taylor            | Nicky Catsburg          |
| 64        |          | Corvette Racing           | Chevrolet Corvette C8.R  | M        |          | Tommy Milner           | Alexander Sims           | Nick Tandy              |
| 74        |          | Riley Motorsports         | Ferrari 488 GTE Evo      | M        |          | Sam Bird               | Felipe Fraga             | Shane van Gisbergen     |
| 91        |          | Porsche GT Team           | Porsche 911 RSR-19       | M        |          | Gianmaria Bruni        | Richard Lietz            | Frédéric Makowiecki     |
| 92        |          | Porsche GT Team           | Porsche 911 RSR-19       | M        |          | Michael Christensen    | Kévin Estre              | Laurens Vanthoor        |
| LMGTE Am  |          |                           |                          |          |          |                        |                          |                         |
| 21        |          | AF Corse                  | Ferrari 488 GTE Evo      | M        |          | Simon Mann             | Christoph Ulrich         | Toni Vilander           |
| 33        |          | TF Sport                  | Aston Martin Vantage AMR | M        |          | Ben Keating            | Henrique Chaves          | Marco Sørensen          |
| 46        |          | Team Project 1            | Porsche 911 RSR-19       | M        |          | Matteo Cairoli         | Nicolas Leutwiler        | Mikkel O. Pedersen      |
| 54        |          | AF Corse                  | Ferrari 488 GTE Evo      | M        |          | Thomas Flohr           | Francesco Castellacci    | Nick Cassidy            |
| 55        |          | Spirit of Race            | Ferrari 488 GTE Evo      | M        |          | Duncan Cameron         | Matthew Griffin          | David Perel             |
| 56        |          | Team Project 1            | Porsche 911 RSR-19       | M        |          | Ben Barnicoat          | Brendan Iribe            | Ollie Millroy           |
| 57        |          | Kessel Racing             | Ferrari 488 GTE Evo      | M        |          | Takeshi Kimura         | Mikkel Jensen            | Frederik Schandorff     |
| 59        |          | Inception Racing          | Ferrari 488 GTE Evo      | M        |          | Alexander West (de)    | Côme Ledogar             | Marvin Klein            |
| 60        |          | Iron Lynx                 | Ferrari 488 GTE Evo      | M        |          | Claudio Schiavoni      | Alessandro Balzan        | Raffaele Giammaria (en) |
| 61        |          | AF Corse                  | Ferrari 488 GTE Evo      | M        |          | Louis Prette (en)      | Conrad Grunewald         | Vincent Abril,          |
| 66        |          | JMW Motorsport            | Ferrari 488 GTE Evo      | M        |          | Renger van der Zande   | Mark Kvamme              | Jason Hart              |
| 71        |          | Spirit of Race            | Ferrari 488 GTE Evo      | M        |          | Gabriel Aubry          | Franck Dezoteux          | Pierre Ragues           |
| 75        |          | Iron Lynx                 | Ferrari 488 GTE Evo      | M        |          | Pierre Ehret           | Christian Hook           | Nicolás Varrone (en)    |
| 77        |          | Dempsey-Proton Racing     | Porsche 911 RSR-19       | M        |          | Christian Ried         | Sebastian Priaulx        | Harry Tincknell         |
| 79        |          | WeatherTech Racing        | Porsche 911 RSR-19       | M        |          | Cooper MacNeil         | Julien Andlauer          | Thomas Merrill          |
| 80        |          | Iron Lynx                 | Ferrari 488 GTE Evo      | M        |          | Matteo Cressoni        | Giancarlo Fisichella     | Richard Heistand (de)   |
| 85        |          | Iron Dames                | Ferrari 488 GTE Evo      | M        |          | Rahel Frey             | Michelle Gatting         | Sarah Bovy              |
| 86        |          | GR Racing                 | Porsche 911 RSR-19       | M        |          | Michael Wainwright     | Riccardo Pera            | Ben Barker              |
| 88        |          | Dempsey-Proton Racing     | Porsche 911 RSR-19       | M        |          | Jan Heylen             | Maxwell Root             | Fred Poordad            |
| 93        |          | Proton Competition        | Porsche 911 RSR-19       | M        |          | Matt Campbell          | Michael Fassbender       | Zacharie Robichon       |
| 98        |          | NorthWest AMR             | Aston Martin Vantage AMR | M        |          | Paul Dalla Lana        | David Pittard            | Nicki Thiim             |
| 99        |          | Hardpoint Motorsport      | Porsche 911 RSR-19       | M        |          | Andrew Haryanto        | Alessio Picariello       | Martin Rump             |
| 777       |          | D'station Racing          | Aston Martin Vantage AMR | M        |          | Satoshi Hoshino        | Tomonobu Fujii           | Charlie Fagg            |

#### Réservistes
| Réservistes | Réservistes | Réservistes | Réservistes | Réservistes       | Réservistes              | Réservistes | Réservistes | Réservistes     | Réservistes     | Réservistes    |
| Ordre       | Catégorie   | N°          | Pays        | Écurie            | Voiture                  | Pneu        | Cl.         | Pilote 1        | Pilote 2        | Pilote 3       |
| ----------- | ----------- | ----------- | ----------- | ----------------- | ------------------------ | ----------- | ----------- | --------------- | --------------- | -------------- |
| 1           | LMP2        | 49          |             | High Class Racing | Oreca 07 - Gibson        | G           | PA          | Jan Magnussen   | Kevin Magnussen | Mark Patterson |
| 2           | GTE Am      | 488         |             | Rinaldi Racing    | Ferrari 488 GTE Evo      | M           |             | Pierre Ehret    | TBA             | TBA            |
| 3           | GTE Am      | 95          |             | TF Sport          | Aston Martin Vantage AMR | M           |             | John Hartshorne | TBA             | TBA            |

## Journée test
Cette journée test réalisée le 5 juin 2022 après les journées du pesage (contrôle technique des véhicules ayant eu lieu le vendredi et le samedi), a permis aux 62 équipes de tester le matériel et aux pilotes de découvrir le grand circuit, sans incidents notables en dehors d'une perte d'une roue ayant retardé les premiers tours. Les chronos officieux ont montré la prédominance des Toyota en catégorie Hypercar et des Chevrolets dans la catégorie GT Pro mais de très peu et les écuries ont surtout affiné les réglages en vue des essais officiels de mercredi et jeudi prochains.
Les pilotes Harrison Newey et Mathieu Jaminet, réservistes sur l'Oreca 07 no 5 de l'écurie américaine Team Penske, ont roulé durant la journée test. Le pilote écossais Paul di Resta avait également aidé l'équipage de l'Oreca 07 no 23 de l'écurie américaine United Autosports USA.
Les pilotes Matej Konôpka et Alexander Peroni, uniquement inscrit pour la Journée Test, n'ont pas effectué de tours.
| Pos. | Classe   | No. | Écurie                    | Séance 1       | Séance 2       |
| ---- | -------- | --- | ------------------------- | -------------- | -------------- |
| 1    | Hypercar | 7   | Toyota Gazoo Racing       | 3 min 31 s 626 | 3 min 29 s 896 |
| 2    | Hypercar | 708 | Glickenhaus Racing        | 3 min 31 s 735 | 3 min 30 s 104 |
| 3    | Hypercar | 8   | Toyota Gazoo Racing       | 3 min 31 s 977 | 3 min 30 s 490 |
| 4    | Hypercar | 709 | Glickenhaus Racing        | 3 min 32 s 622 | 3 min 30 s 822 |
| 5    | LMP2     | 22  | United Autosports USA     | 3 min 34 s 111 | 3 min 32 s 099 |
| 6    | LMP2     | 38  | Jota                      | 3 min 33 s 964 | 3 min 32 s 382 |
| 7    | Hypercar | 36  | Alpine Elf Team           | 3 min 32 s 793 | 3 min 32 s 420 |
| 8    | LMP2     | 23  | United Autosports USA     | 3 min 35 s 708 | 3 min 32 s879  |
| 9    | LMP2     | 41  | Realteam par WRT          | 3 min 34 s 680 | 3 min 32 s 958 |
| 10   | LMP2     | 48  | IDEC Sport                | 3 min 34 s 576 | 3 min 33 s 088 |
| 11   | LMP2     | 31  | WRT                       | 3 min 36 s 376 | 3 min 33 s 154 |
| 12   | LMP2     | 37  | Cool Racing               | 3 min 36 s 354 | 3 min 33 s 368 |
| 13   | LMP2     | 13  | TDS Racing x Vaillante    | 3 min 34 s 132 | 3 min 33 s 371 |
| 14   | LMP2     | 9   | Prema ORLEN Team          | 3 min 35 s 014 | 3 min 33 s 526 |
| 15   | LMP2     | 1   | Richard Mille Racing Team | 3 min 35 s 265 | 3 min 33 s 642 |
| 16   | LMP2     | 65  | Panis Racing              | 3 min 35 s 392 | 3 min 33 s 850 |
| 17   | LMP2     | 28  | Jota                      | 3 min 35 s 508 | 3 min 34 s 118 |
| 18   | LMP2     | 5   | Team Penske               | 3 min 34 s 567 | 3 min 34 s 200 |
| 19   | LMP2     | 3   | DKR Engineering           | 3 min 36 s 951 | 3 min 34 s 219 |
| 20   | LMP2     | 34  | Inter Europol Competition | 3 min 34 s 252 | 3 min 35 s 373 |
| 21   | LMP2     | 32  | Team WRT                  | 3 min 39 s 626 | 3 min 34 s 253 |
| 22   | LMP2     | 43  | Inter Europol Competition | 3 min 35 s 238 | 3 min 34 s 281 |
| 23   | LMP2     | 83  | AF Corse                  | 3 min 37 s 410 | 3 min 34 s 326 |
| 24   | LMP2     | 47  | Algarve Pro Racing        | 3 min 35 s 727 | 3 min 34 s 440 |
| 25   | LMP2     | 30  | Duqueine Team             | 3 min 37 s 280 | 3 min 34 s 596 |
| 26   | LMP2     | 24  | Nielsen Racing            | 3 min 37 s 738 | 3 min 34 s 861 |
| 27   | LMP2     | 35  | Ultimate                  | 3 min 38 s 228 | 3 min 34 s 958 |
| 28   | LMP2     | 45  | Algarve Pro Racing        | 3 min 34 s 973 | 3 min 35 s 237 |
| 29   | LMP2     | 39  | Graff Racing              | 3 min 38 s 016 | 3 min 36 s 810 |
| 30   | LMP2     | 10  | Vector Sport              | 3 min 37 s 239 | 3 min 37 s 034 |
| 31   | LMP2     | 44  | ARC Bratislava            | 3 min 39 s 384 | 3 min 37 s 170 |
| 32   | LMP2     | 27  | CD Sport                  | 3 min 44 s 535 | 3 min 42 s 738 |
| 33   | GTE Pro  | 64  | Corvette Racing           | 3 min 54 s 690 | 3 min 54 s 001 |
| 34   | GTE Pro  | 52  | AF Corse                  | 3 min 55 s 693 | 3 min 54 s 037 |
| 35   | GTE Pro  | 91  | Porsche GT Team           | 3 min 55 s 467 | 3 min 54 s 263 |
| 36   | GTE Pro  | 51  | AF Corse                  | 3 min 55 s 563 | 3 min 54 s 395 |
| 37   | GTE Pro  | 74  | Riley Motorsports         | 3 min 55 s 474 | 3 min 54 s 437 |
| 38   | GTE Pro  | 92  | Porsche GT Team           | 3 min 55 s 542 | 3 min 54 s 444 |
| 39   | GTE Pro  | 63  | Corvette Racing           | 3 min 54 s 766 | 3 min 54 s 504 |
| 40   | GTE Am   | 57  | Kessel Racing             | 3 min 55 s 818 | 3 min 54 s 827 |
| 41   | GTE Am   | 66  | JMW Motorsport            | 3 min 58 s 872 | 3 min 55 s 241 |
| 42   | GTE Am   | 71  | Spirit of Race            | 3 min 56 s 887 | 3 min 55 s 349 |
| 43   | GTE Am   | 98  | NorthWest AMR             | 3 min 57 s 584 | 3 min 55 s 591 |
| 44   | GTE Am   | 80  | Iron Lynx                 | 3 min 56 s 078 | 3 min 55 s 603 |
| 45   | GTE Am   | 85  | Iron Dames                | 3 min 55 s 678 | 3 min 56 s 579 |
| 46   | GTE Am   | 93  | Proton Competition        | 3 min 58 s 445 | 3 min 55 s 747 |
| 47   | GTE Am   | 54  | AF Corse                  | 3 min 56 s 802 | 3 min 55 s 749 |
| 48   | GTE Am   | 75  | Iron Lynx                 | 3 min 56 s 590 | 3 min 55 s 772 |
| 49   | GTE Am   | 99  | Hardpoint Motorsport      | 3 min 55 s 780 | 3 min 56 s 313 |
| 50   | GTE Am   | 77  | Dempsey-Proton Racing     | 3 min 56 s 370 | 3 min 55 s 850 |
| 51   | GTE Am   | 55  | Spirit of Race            | 3 min 56 s 650 | 3 min 55 s 913 |
| 52   | GTE Am   | 777 | D'Station Racing          | 3 min 57 s 820 | 3 min 56 s 098 |
| 53   | GTE Am   | 61  | AF Corse                  | 3 min 56 s 113 | 3 min 56 s 240 |
| 54   | GTE Am   | 33  | TF Sport                  | 3 min 57 s 446 | 3 min 56 s 149 |
| 55   | GTE Am   | 59  | Inception Racing          | 3 min 56 s 352 | 3 min 56 s 714 |
| 56   | GTE Am   | 86  | GR Racing                 | 3 min 57 s 974 | 3 min 56 s 376 |
| 57   | GTE Am   | 79  | WeatherTech Racing        | 3 min 57 s 624 | 3 min 56 s 489 |
| 58   | GTE Am   | 21  | AF Corse                  | 3 min 56 s 626 | 3 min 59 s 414 |
| 59   | GTE Am   | 60  | Iron Lynx                 | 3 min 58 s 674 | 3 min 56 s 643 |
| 60   | GTE Am   | 56  | Team Project 1            | 3 min 57 s 997 | 3 min 56 s 670 |
| 61   | GTE Am   | 46  | Team Project 1            | 3 min 56 s 795 | 3 min 57 s 049 |
| 62   | GTE Am   | 88  | Dempsey-Proton Racing     | 3 min 59 s 304 | 3 min 58 s 353 |

La seconde séance de la journée test est conclue par un drapeau rouge, résultat d'un exercice entre les commissaires, la direction de course et l'écurie japonaise Toyota Gazoo Racing, afin de simuler une intervention sur une voiture en proie à un souci au niveau du système hybride.

## Qualifications

### Classement final
| Pos. | Classe    | N°  | Équipe                    | Qualification | Hyperpole | Gri. |
| ---- | --------- | --- | ------------------------- | ------------- | --------- | ---- |
| 1    | Hypercar  | 8   | Toyota Gazoo Racing       | 3:40.842      | 3:24.408  | 1    |
| 2    | Hypercar  | 7   | Toyota Gazoo Racing       | 3:27.247      | 3:24.828  | 2    |
| 3    | Hypercar  | 36  | Alpine Elf Team           | 3:29.656      | 3:24.850  | 3    |
| 4    | Hypercar  | 709 | Glickenhaus Racing        | 3:27.978      | 3:25.841  | 4    |
| 5    | Hypercar  | 708 | Glickenhaus Racing        | 3:27.355      | 3:26.359  | 5    |
| 6    | LMP2      | 31  | Team WRT                  | 3:29.898      | 3:28.394  | 6    |
| 7    | LMP2      | 22  | United Autosports USA     | 3:30.639      | 3:30.070  | 7    |
| 8    | LMP2      | 38  | Jota                      | 3:30.124      | 3:30.373  | 8    |
| 9    | LMP2      | 41  | Realteam by WRT           | 3:30.440      | 3:30.522  | 9    |
| 10   | LMP2      | 9   | Prema ORLEN Team          | 3:30.651      | 3:31.115  | 10   |
| 11   | LMP2      | 23  | United Autosports USA     | 3:30.568      | 3:31.596  | 11   |
| 12   | LMP2      | 1   | Richard Mille Racing Team | 3:31.368      |           | 12   |
| 13   | LMP2      | 65  | Panis Racing              | 3:31.382      |           | 13   |
| 14   | LMP2      | 5   | Team Penske               | 3:31.462      |           | 14   |
| 15   | LMP2      | 32  | Team WRT                  | 3:31.808      |           | 15   |
| 16   | LMP2      | 30  | Duqueine Team             | 3:32.000      |           | 16   |
| 17   | LMP2      | 37  | Cool Racing               | 3:32.008      |           | 17   |
| 18   | LMP2      | 28  | Jota                      | 3:32.138      |           | 18   |
| 19   | LMP2      | 48  | IDEC Sport Racing         | 3:32.285      |           | 19   |
| 20   | LMP2      | 34  | Inter Europol Competition | 3:32.549      |           | 20   |
| 21   | LMP2      | 24  | Nielsen Racing            | 3:32.956      |           | 21   |
| 22   | LMP2      | 35  | Ultimate                  | 3:33.463      |           | 22   |
| 23   | LMP2      | 44  | ARC Bratislava            | 3:33.480      |           | 23   |
| 24   | LMP2      | 39  | Graff Racing              | 3:33.483      |           | 24   |
| 25   | LMP2      | 3   | DKR Engineering           | 3:34.524      |           | 25   |
| 26   | LMP2      | 47  | Algarve Pro Racing        | 3:36.371      |           | 26   |
| 27   | LMP2      | 83  | AF Corse                  | 3:36.548      |           | 27   |
| 28   | LMP2      | 27  | CD Sport                  | 3:38.136      |           | 28   |
| 29   | LMP2      | 43  | Inter Europol Competition | 3:38.491      |           | 29   |
| 30   | LMP2      | 10  | Vector Sport              | Pas de temps  |           | 62   |
| 31   | LMP2      | 13  | TDS Racing x Vaillante    | Pas de temps  |           | 30   |
| 32   | LMP2      | 45  | Algarve Pro Racing        | Pas de temps  |           | 61   |
| 33   | LMGTE Pro | 64  | Corvette Racing           | 3:51.491      | 3:49.985  | 31   |
| 34   | LMGTE Pro | 63  | Corvette Racing           | 3:51.132      | 3:50.177  | 32   |
| 35   | LMGTE Pro | 91  | Porsche GT Team           | 3:51.382      | 3:50.377  | 33   |
| 36   | LMGTE Pro | 92  | Porsche GT Team           | 3:50.999      | 3:50.522  | 34   |
| 37   | LMGTE Pro | 52  | AF Corse                  | 3:51.614      | 3:51.779  | 35   |
| 38   | LMGTE Pro | 51  | AF Corse                  | 3:51.502      | 3:51.816  | 36   |
| 39   | LMGTE Pro | 74  | Riley Motorsports         | 4:03.311      |           | 37   |
| 40   | LMGTE Am  | 61  | AF Corse                  | 3:54.316      | 3:52.594  | 38   |
| 41   | LMGTE Am  | 57  | Kessel Racing             | 3:53.489      | 3:52.751  | 39   |
| 42   | LMGTE Am  | 88  | Dempsey - Proton Racing   | 3:54.224      | 3:53.006  | 40   |
| 43   | LMGTE Am  | 98  | NorthWest AMR             | 3:52.559      | 3:53.578  | 41   |
| 44   | LMGTE Am  | 54  | AF Corse                  | 3:53.690      | 3:53.757  | 42   |
| 45   | LMGTE Am  | 85  | Iron Dames                | 3:54.081      | 3:53.869  | 43   |
| 46   | LMGTE Am  | 86  | GR Racing                 | 3:54.323      |           | 44   |
| 47   | LMGTE Am  | 56  | Team Project 1            | 3:54.510      |           | 45   |
| 48   | LMGTE Am  | 46  | Team Project 1            | 3:54.533      |           | 46   |
| 49   | LMGTE Am  | 79  | WeatherTech Racing        | 3:54.912      |           | 47   |
| 50   | LMGTE Am  | 99  | Hardpoint Motorsport      | 3:55.076      |           | 48   |
| 51   | LMGTE Am  | 59  | Inception Racing          | 3:55.162      |           | 49   |
| 52   | LMGTE Am  | 21  | AF Corse                  | 3:55.308      |           | 50   |
| 53   | LMGTE Am  | 55  | Spirit of Race            | 3:55.617      |           | 51   |
| 54   | LMGTE Am  | 75  | Iron Lynx                 | 3:55.672      |           | 52   |
| 55   | LMGTE Am  | 66  | JMW Motorsport            | 3:56.008      |           | 53   |
| 56   | LMGTE Am  | 777 | D'station Racing          | 3:56.437      |           | 54   |
| 57   | LMGTE Am  | 88  | Dempsey - Proton Racing   | 3:56.516      |           | 55   |
| 58   | LMGTE Am  | 33  | TF Sport                  | 3:57.044      |           | 56   |
| 59   | LMGTE Am  | 60  | Iron Lynx                 | 4:05.633      |           | 57   |
| 60   | LMGTE Am  | 93  | Proton Competition        | 4:07.907      |           | 58   |
| 61   | LMGTE Am  | 80  | Iron Lynx                 | 4:23.223      |           | 59   |
| 62   | LMGTE Am  | 71  | Spirit of Race            | Pas de temps  |           | 60   |

## Course

### Classements intermédiaires
| Pos. | Après la 1re heure | Après la 1re heure                                                               | Après 6 heures | Après 6 heures                                                                   | Après 12 heures | Après 12 heures                                                                  | Après 18 heures | Après 18 heures                                                                  |
| Pos. | n°                 | Voiture / Pilotes                                                                | n°             | Voiture / Pilotes                                                                | n°              | Voiture / Pilotes                                                                | n°              | Voiture / Pilotes                                                                |
| ---- | ------------------ | -------------------------------------------------------------------------------- | -------------- | -------------------------------------------------------------------------------- | --------------- | -------------------------------------------------------------------------------- | --------------- | -------------------------------------------------------------------------------- |
| 1    | 7                  | Toyota Gazoo Racing Toyota GR010 Hybrid (Hypercar) Conway - Kobayashi - López    | 7              | Toyota Gazoo Racing Toyota GR010 Hybrid (Hypercar) Conway - Kobayashi - López    | 8               | Toyota Gazoo Racing Toyota GR010 Hybrid (Hypercar) Buemi - Hartley - Hirakawa    | 8               | Toyota Gazoo Racing Toyota GR010 Hybrid (Hypercar) Buemi - Hartley - Hirakawa    |
| 2    | 8                  | Toyota Gazoo Racing Toyota GR010 Hybrid (Hypercar) Buemi - Hartley - Hirakawa    | 8              | Toyota Gazoo Racing Toyota GR010 Hybrid (Hypercar) Buemi - Hartley - Hirakawa    | 7               | Toyota Gazoo Racing Toyota GR010 Hybrid (Hypercar) Conway - Kobayashi - López    | 7               | Toyota Gazoo Racing Toyota GR010 Hybrid (Hypercar) Conway - Kobayashi - López    |
| 3    | 708                | Glickenhaus Racing Glickenhaus 007 LMH (Hypercar) Derani - Dumas - Pla           | 708            | Glickenhaus Racing Glickenhaus 007 LMH (Hypercar) Derani - Dumas - Pla           | 709             | Glickenhaus Racing Glickenhaus 007 LMH (Hypercar) Briscoe - Mailleux - Westbrook | 709             | Glickenhaus Racing Glickenhaus 007 LMH (Hypercar) Briscoe - Mailleux - Westbrook |
| 4    | 709                | Glickenhaus Racing Glickenhaus 007 LMH (Hypercar) Briscoe - Mailleux - Westbrook | 709            | Glickenhaus Racing Glickenhaus 007 LMH (Hypercar) Briscoe - Mailleux - Westbrook | 38              | Jota Oreca 07 (LMP2) da Costa - González - Stevens                               | 38              | Jota Oreca 07 (LMP2) da Costa - González - Stevens                               |
| 5    | 36                 | Alpine Elf Team Alpine A480 (Hypercar) Lapierre - Negrão - Vaxiviere             | 38             | Jota Oreca 07 (LMP2) da Costa - González - Stevens                               | 9               | Prema ORLEN Team Oreca 07 (LMP2) Kubica - Delétraz - Colombo                     | 9               | Prema ORLEN Team Oreca 07 (LMP2) Kubica - Delétraz - Colombo                     |

### Classement final de la course

La Toyota GR010 Hybrid victorieuse de l'édition 2022.

| Pos   | Classe      | no  | Écurie                    | Pilotes                                                       | Châssis                          | Pneus | Tours | Temps / Abandon                  |
| Pos   | Classe      | no  | Écurie                    | Pilotes                                                       | Moteur                           | Pneus | Tours | Temps / Abandon                  |
| ----- | ----------- | --- | ------------------------- | ------------------------------------------------------------- | -------------------------------- | ----- | ----- | -------------------------------- |
| 1     | Hypercar    | 8   | Toyota Gazoo Racing       | Sébastien Buemi Brendon Hartley Ryō Hirakawa                  | Toyota GR010 Hybrid              | M     | 380   | 24 h 2 min 7 s 996               |
| 1     | Hypercar    | 8   | Toyota Gazoo Racing       | Sébastien Buemi Brendon Hartley Ryō Hirakawa                  | Toyota 3,5 L V6 Bi-Turbo Hybride | M     | 380   | 24 h 2 min 7 s 996               |
| 2     | Hypercar    | 7   | Toyota Gazoo Racing       | Mike Conway Kamui Kobayashi José María López                  | Toyota GR010 Hybrid              | M     | 380   | + 2 min 01 s 222                 |
| 2     | Hypercar    | 7   | Toyota Gazoo Racing       | Mike Conway Kamui Kobayashi José María López                  | Toyota 3,5 L V6 Bi-Turbo Hybride | M     | 380   | + 2 min 01 s 222                 |
| 3     | Hypercar    | 709 | Glickenhaus Racing        | Ryan Briscoe Franck Mailleux Richard Westbrook                | Glickenhaus 007 LMH              | M     | 375   | + 5 tours                        |
| 3     | Hypercar    | 709 | Glickenhaus Racing        | Ryan Briscoe Franck Mailleux Richard Westbrook                | Pipo Moteurs 3,5 L V6 Turbo      | M     | 375   | + 5 tours                        |
| 4     | Hypercar    | 708 | Glickenhaus Racing        | Pipo Derani Romain Dumas Olivier Pla                          | Glickenhaus 007 LMH              | M     | 370   | + 10 tours                       |
| 4     | Hypercar    | 708 | Glickenhaus Racing        | Pipo Derani Romain Dumas Olivier Pla                          | Pipo Moteurs 3,5 L V6 Turbo      | M     | 370   | + 10 tours                       |
| 5     | LMP2        | 38  | Jota                      | Antonio Félix da Costa Roberto González Will Stevens          | Oreca 07                         | G     | 369   | + 11 tours                       |
| 5     | LMP2        | 38  | Jota                      | Antonio Félix da Costa Roberto González Will Stevens          | Gibson GK428 4,2 L V8 Atmo       | G     | 369   | + 11 tours                       |
| 6     | LMP2        | 9   | Prema ORLEN Team          | Robert Kubica Louis Delétraz Lorenzo Colombo                  | Oreca 07                         | G     | 369   | + 11 tours                       |
| 6     | LMP2        | 9   | Prema ORLEN Team          | Robert Kubica Louis Delétraz Lorenzo Colombo                  | Gibson GK428 4,2 L V8 Atmo       | G     | 369   | + 11 tours                       |
| 7     | LMP2        | 28  | Jota                      | Jonathan Aberdein Ed Jones Oliver Rasmussen                   | Oreca 07                         | G     | 368   | + 12 tours                       |
| 7     | LMP2        | 28  | Jota                      | Jonathan Aberdein Ed Jones Oliver Rasmussen                   | Gibson GK428 4,2 L V8 Atmo       | G     | 368   | + 12 tours                       |
| 8     | LMP2        | 13  | TDS Racing x Vaillante    | Mathias Beche Nyck de Vries Tijmen van der Helm               | Oreca 07                         | G     | 368   | + 12 tours                       |
| 8     | LMP2        | 13  | TDS Racing x Vaillante    | Mathias Beche Nyck de Vries Tijmen van der Helm               | Gibson GK428 4,2 L V8 Atmo       | G     | 368   | + 12 tours                       |
| 9     | LMP2        | 5   | Team Penske               | Dane Cameron Emmanuel Collard Felipe Nasr                     | Oreca 07                         | G     | 368   | + 12 tours                       |
| 9     | LMP2        | 5   | Team Penske               | Dane Cameron Emmanuel Collard Felipe Nasr                     | Gibson GK428 4,2 L V8 Atmo       | G     | 368   | + 12 tours                       |
| 10    | LMP2        | 23  | United Autosports USA     | Oliver Jarvis Alex Lynn Josh Pierson                          | Oreca 07                         | G     | 368   | + 12 tours                       |
| 10    | LMP2        | 23  | United Autosports USA     | Oliver Jarvis Alex Lynn Josh Pierson                          | Gibson GK428 4,2 L V8 Atmo       | G     | 368   | + 12 tours                       |
| 11    | LMP2        | 37  | Cool Racing               | Niklas Krütten Ricky Taylor Ye Yifei                          | Oreca 07                         | G     | 367   | + 13 tours                       |
| 11    | LMP2        | 37  | Cool Racing               | Niklas Krütten Ricky Taylor Ye Yifei                          | Gibson GK428 4,2 L V8 Atmo       | G     | 367   | + 13 tours                       |
| 12    | LMP2        | 48  | IDEC Sport                | Paul-Loup Chatin Paul Lafargue Patrick Pilet                  | Oreca 07                         | G     | 366   | + 14 tours                       |
| 12    | LMP2        | 48  | IDEC Sport                | Paul-Loup Chatin Paul Lafargue Patrick Pilet                  | Gibson GK428 4,2 L V8 Atmo       | G     | 366   | + 14 tours                       |
| 13    | LMP2        | 1   | Richard Mille Racing Team | Charles Milesi Sébastien Ogier Lilou Wadoux                   | Oreca 07                         | G     | 366   | + 14 tours                       |
| 13    | LMP2        | 1   | Richard Mille Racing Team | Charles Milesi Sébastien Ogier Lilou Wadoux                   | Gibson GK428 4,2 L V8 Atmo       | G     | 366   | + 14 tours                       |
| 14    | LMP2        | 22  | United Autosports USA     | Filipe Albuquerque Phil Hanson Will Owen                      | Oreca 07                         | G     | 366   | + 14 tours                       |
| 14    | LMP2        | 22  | United Autosports USA     | Filipe Albuquerque Phil Hanson Will Owen                      | Gibson GK428 4,2 L V8 Atmo       | G     | 366   | + 14 tours                       |
| 15    | LMP2        | 32  | Team WRT                  | Mirko Bortolotti Rolf Ineichen Dries Vanthoor                 | Oreca 07                         | G     | 366   | + 14 tours                       |
| 15    | LMP2        | 32  | Team WRT                  | Mirko Bortolotti Rolf Ineichen Dries Vanthoor                 | Gibson GK428 4,2 L V8 Atmo       | G     | 366   | + 14 tours                       |
| 16    | LMP2        | 65  | Panis Racing              | Julien Canal Nicolas Jamin Job van Uitert                     | Oreca 07                         | G     | 366   | + 14 tours                       |
| 16    | LMP2        | 65  | Panis Racing              | Julien Canal Nicolas Jamin Job van Uitert                     | Gibson GK428 4,2 L V8 Atmo       | G     | 366   | + 14 tours                       |
| 17    | LMP2        | 34  | Inter Europol Competition | Alex Brundle Esteban Gutiérrez Jakub Śmiechowski              | Oreca 07                         | G     | 365   | + 15 tours                       |
| 17    | LMP2        | 34  | Inter Europol Competition | Alex Brundle Esteban Gutiérrez Jakub Śmiechowski              | Gibson GK428 4,2 L V8 Atmo       | G     | 365   | + 15 tours                       |
| 18    | LMP2        | 43  | Inter Europol Competition | Pietro Fittipaldi David Heinemeier Hansson Fabio Scherer      | Oreca 07                         | G     | 364   | + 16 tours                       |
| 18    | LMP2        | 43  | Inter Europol Competition | Pietro Fittipaldi David Heinemeier Hansson Fabio Scherer      | Gibson GK428 4,2 L V8 Atmo       | G     | 364   | + 16 tours                       |
| 19    | LMP2 Pro-Am | 45  | Algarve Pro Racing        | James Allen René Binder Steven Thomas                         | Oreca 07                         | G     | 363   | + 17 tours                       |
| 19    | LMP2 Pro-Am | 45  | Algarve Pro Racing        | James Allen René Binder Steven Thomas                         | Gibson GK428 4,2 L V8 Atmo       | G     | 363   | + 17 tours                       |
| 20    | LMP2 Pro-Am | 24  | Nielsen Racing            | Matthew Bell Rodrigo Sales Ben Hanley                         | Oreca 07                         | G     | 362   | + 18 tours                       |
| 20    | LMP2 Pro-Am | 24  | Nielsen Racing            | Matthew Bell Rodrigo Sales Ben Hanley                         | Gibson GK428 4,2 L V8 Atmo       | G     | 362   | + 18 tours                       |
| 21    | LMP2        | 41  | Realteam by WRT           | Rui Andrade Ferdinand Habsburg Norman Nato                    | Oreca 07                         | G     | 362   | + 18 tours                       |
| 21    | LMP2        | 41  | Realteam by WRT           | Rui Andrade Ferdinand Habsburg Norman Nato                    | Gibson GK428 4,2 L V8 Atmo       | G     | 362   | + 18 tours                       |
| 22    | LMP2 Pro-Am | 3   | DKR Engineering           | Laurents Hörr Jean Glorieux Alexandre Cougnaud                | Oreca 07                         | G     | 362   | + 18 tours                       |
| 22    | LMP2 Pro-Am | 3   | DKR Engineering           | Laurents Hörr Jean Glorieux Alexandre Cougnaud                | Gibson GK428 4,2 L V8 Atmo       | G     | 362   | + 18 tours                       |
| 23    | Hypercar    | 36  | Alpine Elf Team           | André Negrão Nicolas Lapierre Matthieu Vaxiviere              | Alpine A480                      | M     | 362   | + 18 tours                       |
| 23    | Hypercar    | 36  | Alpine Elf Team           | André Negrão Nicolas Lapierre Matthieu Vaxiviere              | Gibson GK428 4,2 L V8 Atmo       | M     | 362   | + 18 tours                       |
| 24    | LMP2 Pro-Am | 83  | AF Corse                  | Nicklas Nielsen François Perrodo Alessio Rovera               | Oreca 07                         | G     | 361   | + 19 tours                       |
| 24    | LMP2 Pro-Am | 83  | AF Corse                  | Nicklas Nielsen François Perrodo Alessio Rovera               | Gibson GK428 4,2 L V8 Atmo       | G     | 361   | + 19 tours                       |
| 25    | LMP2 Pro-Am | 47  | Algarve Pro Racing        | Jack Aitken John Falb Sophia Flörsch                          | Oreca 07                         | G     | 361   | + 19 tours                       |
| 25    | LMP2 Pro-Am | 47  | Algarve Pro Racing        | Jack Aitken John Falb Sophia Flörsch                          | Gibson GK428 4,2 L V8 Atmo       | G     | 361   | + 19 tours                       |
| 26    | LMP2 Pro-Am | 44  | ARC Bratislava            | Miroslav Konôpka Tristan Vautier Bent Viscaal                 | Oreca 07                         | G     | 360   | + 20 tours                       |
| 26    | LMP2 Pro-Am | 44  | ARC Bratislava            | Miroslav Konôpka Tristan Vautier Bent Viscaal                 | Gibson GK428 4,2 L V8 Atmo       | G     | 360   | + 20 tours                       |
| 27    | LMP2        | 10  | Vector Sport              | Sébastien Bourdais Ryan Cullen Nico Müller                    | Oreca 07                         | G     | 357   | + 23 tours                       |
| 27    | LMP2        | 10  | Vector Sport              | Sébastien Bourdais Ryan Cullen Nico Müller                    | Gibson GK428 4,2 L V8 Atmo       | G     | 357   | + 23 tours                       |
| 28    | LMGTE Pro   | 91  | Porsche GT Team           | Gianmaria Bruni Richard Lietz Frédéric Makowiecki             | Porsche 911 RSR-19               | M     | 350   | + 30 tours                       |
| 28    | LMGTE Pro   | 91  | Porsche GT Team           | Gianmaria Bruni Richard Lietz Frédéric Makowiecki             | Porsche 4,2 L Flat-6 Atmo        | M     | 350   | + 30 tours                       |
| 29    | LMGTE Pro   | 51  | AF Corse                  | Alessandro Pier Guidi James Calado Daniel Serra               | Ferrari 488 GTE Evo              | M     | 350   | + 30 tours                       |
| 29    | LMGTE Pro   | 51  | AF Corse                  | Alessandro Pier Guidi James Calado Daniel Serra               | Ferrari F154CB 3,9 L V8 Turbo    | M     | 350   | + 30 tours                       |
| 30    | LMGTE Pro   | 52  | AF Corse                  | Miguel Molina Davide Rigon Antonio Fuoco                      | Ferrari 488 GTE Evo              | M     | 349   | + 31 tours                       |
| 30    | LMGTE Pro   | 52  | AF Corse                  | Miguel Molina Davide Rigon Antonio Fuoco                      | Ferrari F154CB 3,9 L V8 Turbo    | M     | 349   | + 31 tours                       |
| 31    | LMGTE Pro   | 92  | Porsche GT Team           | Michael Christensen Kévin Estre Laurens Vanthoor              | Porsche 911 RSR-19               | M     | 348   | + 32 tours                       |
| 31    | LMGTE Pro   | 92  | Porsche GT Team           | Michael Christensen Kévin Estre Laurens Vanthoor              | Porsche 4,2 L Flat-6 Atmo        | M     | 348   | + 32 tours                       |
| 32    | LMGTE Pro   | 74  | Riley Motorsports         | Sam Bird Felipe Fraga Shane van Gisbergen                     | Ferrari 488 GTE Evo              | M     | 347   | + 33 tours                       |
| 32    | LMGTE Pro   | 74  | Riley Motorsports         | Sam Bird Felipe Fraga Shane van Gisbergen                     | Ferrari F154CB 3,9 L V8 Turbo    | M     | 347   | + 33 tours                       |
| 33    | LMP2 Pro-Am | 39  | Graff Racing              | David Droux Sébastien Page Éric Trouillet                     | Oreca 07                         | G     | 344   | + 36 tours                       |
| 33    | LMP2 Pro-Am | 39  | Graff Racing              | David Droux Sébastien Page Éric Trouillet                     | Gibson GK428 4,2 L V8 Atmo       | G     | 344   | + 36 tours                       |
| 34    | LMGTE Am    | 33  | TF Sport                  | Ben Keating Henrique Chaves Marco Sørensen                    | Aston Martin Vantage AMR         | M     | 343   | + 37 tours                       |
| 34    | LMGTE Am    | 33  | TF Sport                  | Ben Keating Henrique Chaves Marco Sørensen                    | Aston Martin 4,5 L V8 Turbo      | M     | 343   | + 37 tours                       |
| 35    | LMGTE Am    | 79  | WeatherTech Racing        | Cooper MacNeil Julien Andlauer Thomas Merrill                 | Porsche 911 RSR-19               | M     | 343   | + 37 tours                       |
| 35    | LMGTE Am    | 79  | WeatherTech Racing        | Cooper MacNeil Julien Andlauer Thomas Merrill                 | Porsche 4,2 L Flat-6 Atmo        | M     | 343   | + 37 tours                       |
| 36    | LMGTE Am    | 98  | NorthWest AMR             | Paul Dalla Lana David Pittard Nicki Thiim                     | Aston Martin Vantage AMR         | M     | 342   | + 38 tours                       |
| 36    | LMGTE Am    | 98  | NorthWest AMR             | Paul Dalla Lana David Pittard Nicki Thiim                     | Aston Martin 4,5 L V8 Turbo      | M     | 342   | + 38 tours                       |
| 37    | LMGTE Am    | 86  | GR Racing                 | Michael Wainwright Riccardo Pera Ben Barker                   | Porsche 911 RSR-19               | M     | 340   | + 40 tours                       |
| 37    | LMGTE Am    | 86  | GR Racing                 | Michael Wainwright Riccardo Pera Ben Barker                   | Porsche 4,2 L Flat-6 Atmo        | M     | 340   | + 40 tours                       |
| 38    | LMGTE Am    | 88  | Dempsey-Proton Racing     | Jan Heylen Maxwell Root Fred Poordad                          | Porsche 911 RSR-19               | M     | 340   | + 40 tours                       |
| 38    | LMGTE Am    | 88  | Dempsey-Proton Racing     | Jan Heylen Maxwell Root Fred Poordad                          | Porsche 4,2 L Flat-6 Atmo        | M     | 340   | + 40 tours                       |
| 39    | LMGTE Am    | 54  | AF Corse                  | Thomas Flohr Francesco Castellacci Nick Cassidy               | Ferrari 488 GTE Evo              | M     | 340   | + 40 tours                       |
| 39    | LMGTE Am    | 54  | AF Corse                  | Thomas Flohr Francesco Castellacci Nick Cassidy               | Ferrari F154CB 3,9 L V8 Turbo    | M     | 340   | + 40 tours                       |
| 40    | LMGTE Am    | 85  | Iron Dames                | Rahel Frey Michelle Gatting Sarah Bovy                        | Ferrari 488 GTE Evo              | M     | 339   | + 41 tours                       |
| 40    | LMGTE Am    | 85  | Iron Dames                | Rahel Frey Michelle Gatting Sarah Bovy                        | Ferrari F154CB 3,9 L V8 Turbo    | M     | 339   | + 41 tours                       |
| 41    | LMGTE Am    | 21  | AF Corse                  | Simon Mann Christoph Ulrich Toni Vilander                     | Ferrari 488 GTE Evo              | M     | 339   | + 41 tours                       |
| 41    | LMGTE Am    | 21  | AF Corse                  | Simon Mann Christoph Ulrich Toni Vilander                     | Ferrari F154CB 3,9 L V8 Turbo    | M     | 339   | + 41 tours                       |
| 42    | LMGTE Am    | 61  | AF Corse                  | Louis Prette (en) Conrad Grunewald Vincent Abril              | Ferrari 488 GTE Evo              | M     | 339   | + 41 tours                       |
| 42    | LMGTE Am    | 61  | AF Corse                  | Louis Prette (en) Conrad Grunewald Vincent Abril              | Ferrari F154CB 3,9 L V8 Turbo    | M     | 339   | + 41 tours                       |
| 43    | LMGTE Am    | 55  | Spirit of Race            | Duncan Cameron Matthew Griffin David Perel                    | Ferrari 488 GTE Evo              | M     | 339   | + 41 tours                       |
| 43    | LMGTE Am    | 55  | Spirit of Race            | Duncan Cameron Matthew Griffin David Perel                    | Ferrari F154CB 3,9 L V8 Turbo    | M     | 339   | + 41 tours                       |
| 44    | LMGTE Am    | 99  | Hardpoint Motorsport      | Andrew Haryanto Alessio Picariello Martin Rump                | Porsche 911 RSR-19               | M     | 338   | + 42 tours                       |
| 44    | LMGTE Am    | 99  | Hardpoint Motorsport      | Andrew Haryanto Alessio Picariello Martin Rump                | Porsche 4,2 L Flat-6 Atmo        | M     | 338   | + 42 tours                       |
| 45    | LMGTE Am    | 57  | Kessel Racing             | Takeshi Kimura Mikkel Jensen Frederik Schandorff              | Ferrari 488 GTE Evo              | M     | 336   | + 44 tours                       |
| 45    | LMGTE Am    | 57  | Kessel Racing             | Takeshi Kimura Mikkel Jensen Frederik Schandorff              | Ferrari F154CB 3,9 L V8 Turbo    | M     | 336   | + 44 tours                       |
| 46    | LMGTE Am    | 80  | Iron Lynx                 | Matteo Cressoni Giancarlo Fisichella Richard Heistand (de)    | Ferrari 488 GTE Evo              | M     | 336   | + 44 tours                       |
| 46    | LMGTE Am    | 80  | Iron Lynx                 | Matteo Cressoni Giancarlo Fisichella Richard Heistand (de)    | Ferrari F154CB 3,9 L V8 Turbo    | M     | 336   | + 44 tours                       |
| 47    | LMGTE Am    | 77  | Dempsey-Proton Racing     | Christian Ried Sebastian Priaulx Harry Tincknell              | Porsche 911 RSR-19               | M     | 336   | + 44 tours                       |
| 47    | LMGTE Am    | 77  | Dempsey-Proton Racing     | Christian Ried Sebastian Priaulx Harry Tincknell              | Porsche 4,2 L Flat-6 Atmo        | M     | 336   | + 44 tours                       |
| 48    | LMP2 Pro-Am | 35  | Ultimate                  | Jean-Baptiste Lahaye Matthieu Lahaye François Hériau          | Oreca 07                         | G     | 335   | + 45 tours                       |
| 48    | LMP2 Pro-Am | 35  | Ultimate                  | Jean-Baptiste Lahaye Matthieu Lahaye François Hériau          | Gibson GK428 4,2 L V8 Atmo       | G     | 335   | + 45 tours                       |
| 49    | LMP2 Pro-Am | 27  | CD Sport                  | Christophe Cresp (de) Michael Jensen (de) Steven Palette (de) | Ligier JS P217                   | G     | 333   | + 47 tours                       |
| 49    | LMP2 Pro-Am | 27  | CD Sport                  | Christophe Cresp (de) Michael Jensen (de) Steven Palette (de) | Gibson GK428 4,2 L V8 Atmo       | G     | 333   | + 47 tours                       |
| 50    | LMGTE Am    | 66  | JMW Motorsport            | Renger van der Zande Mark Kvamme Jason Hart                   | Ferrari 488 GTE Evo              | M     | 331   | + 49 tours                       |
| 50    | LMGTE Am    | 66  | JMW Motorsport            | Renger van der Zande Mark Kvamme Jason Hart                   | Ferrari F154CB 3,9 L V8 Turbo    | M     | 331   | + 49 tours                       |
| 51    | LMGTE Am    | 93  | Proton Competition        | Matt Campbell Michael Fassbender Zacharie Robichon            | Porsche 911 RSR-19               | M     | 329   | + 51 tours                       |
| 51    | LMGTE Am    | 93  | Proton Competition        | Matt Campbell Michael Fassbender Zacharie Robichon            | Porsche 4,2 L Flat-6 Atmo        | M     | 329   | + 51 tours                       |
| 52    | LMP2        | 30  | Duqueine Team             | Richard Bradley Memo Rojas Reshad de Gerus                    | Oreca 07                         | G     | 326   | + 54 tours                       |
| 52    | LMP2        | 30  | Duqueine Team             | Richard Bradley Memo Rojas Reshad de Gerus                    | Gibson GK428 4,2 L V8 Atmo       | G     | 326   | + 54 tours                       |
| 53    | LMGTE Am    | 75  | Iron Lynx                 | Pierre Ehret Christian Hook Nicolás Varrone (en)              | Ferrari 488 GTE Evo              | M     | 324   | + 56 tours                       |
| 53    | LMGTE Am    | 75  | Iron Lynx                 | Pierre Ehret Christian Hook Nicolás Varrone (en)              | Ferrari F154CB 3,9 L V8 Turbo    | M     | 324   | + 56 tours                       |
| N. c. | LMGTE Am    | 60  | Iron Lynx                 | Claudio Schiavoni Alessandro Balzan Raffaele Giammaria (en)   | Ferrari 488 GTE Evo              | M     | 289   | Non classé (tour final inachevé) |
| N. c. | LMGTE Am    | 60  | Iron Lynx                 | Claudio Schiavoni Alessandro Balzan Raffaele Giammaria (en)   | Ferrari F154CB 3,9 L V8 Turbo    | M     | 289   | Non classé (tour final inachevé) |
| Abd.  | LMP2        | 31  | Team WRT                  | Robin Frijns Sean Gelael René Rast                            | Oreca 07                         | G     | 285   | Accident                         |
| Abd.  | LMP2        | 31  | Team WRT                  | Robin Frijns Sean Gelael René Rast                            | Gibson GK428 4,2 L V8 Atmo       | G     | 285   | Accident                         |
| Abd.  | LMGTE Pro   | 64  | Corvette Racing           | Tommy Milner Alexander Sims Nick Tandy                        | Chevrolet Corvette C8.R          | M     | 260   | Accident                         |
| Abd.  | LMGTE Pro   | 64  | Corvette Racing           | Tommy Milner Alexander Sims Nick Tandy                        | Chevrolet LT 5,5 L V8 Turbo      | M     | 260   | Accident                         |
| Abd.  | LMGTE Am    | 56  | Team Project 1            | Ben Barnicoat Brendan Iribe Ollie Millroy                     | Porsche 911 RSR-19               | M     | 241   | Accident                         |
| Abd.  | LMGTE Am    | 56  | Team Project 1            | Ben Barnicoat Brendan Iribe Ollie Millroy                     | Porsche 4,2 L Flat-6 Atmo        | M     | 241   | Accident                         |
| Abd.  | LMGTE Pro   | 63  | Corvette Racing           | Antonio García Jordan Taylor Nicky Catsburg                   | Chevrolet Corvette C8.R          | M     | 214   | Problèmes mécaniques             |
| Abd.  | LMGTE Pro   | 63  | Corvette Racing           | Antonio García Jordan Taylor Nicky Catsburg                   | Chevrolet LT 5,5 L V8 Turbo      | M     | 214   | Problèmes mécaniques             |
| Abd.  | LMGTE Am    | 59  | Inception Racing          | Alexander West (de) Côme Ledogar Marvin Klein                 | Ferrari 488 GTE Evo              | M     | 190   | Transmission                     |
| Abd.  | LMGTE Am    | 59  | Inception Racing          | Alexander West (de) Côme Ledogar Marvin Klein                 | Ferrari F154CB 3,9 L V8 Turbo    | M     | 190   | Transmission                     |
| Abd.  | LMGTE Am    | 71  | Spirit of Race            | Gabriel Aubry Franck Dezoteux Pierre Ragues                   | Ferrari 488 GTE Evo              | M     | 127   | Moteur                           |
| Abd.  | LMGTE Am    | 71  | Spirit of Race            | Gabriel Aubry Franck Dezoteux Pierre Ragues                   | Ferrari F154CB 3,9 L V8 Turbo    | M     | 127   | Moteur                           |
| Abd.  | LMGTE Am    | 777 | D'station Racing          | Satoshi Hoshino Tomonobu Fujii Charlie Fagg                   | Aston Martin Vantage AMR         | M     | 112   | Châssis                          |
| Abd.  | LMGTE Am    | 777 | D'station Racing          | Satoshi Hoshino Tomonobu Fujii Charlie Fagg                   | Aston Martin 3,9 L V8 Turbo      | M     | 112   | Châssis                          |
| Abd.  | LMGTE Am    | 46  | Team Project 1            | Matteo Cairoli Mikkel O. Pedersen Nicolas Leutwiler           | Porsche 911 RSR-19               | M     | 77    | Moteur                           |
| Abd.  | LMGTE Am    | 46  | Team Project 1            | Matteo Cairoli Mikkel O. Pedersen Nicolas Leutwiler           | Porsche 4,2 L Flat-6 Atmo        | M     | 77    | Moteur                           |

## Records du tour
- Meilleur tour en course absolu :  José María López sur Toyota GR010 Hybrid en 3 min 27 s 749 au tour 371.
- Meilleur tour en course catégorie Hypercar :  José María López sur Toyota GR010 Hybrid en 3 min 27 s 749 au tour 371.
- Meilleur tour en course catégorie LMP2 :  Norman Nato sur Oreca 07 en 3 min 30 s 918 au tour 312.
- Meilleur tour en course catégorie LMGTE Pro :  Kévin Estre sur Porsche 911 RSR-19 en 3 min 48 s 356 au tour 276.
- Meilleur tour en course catégorie LMGTE Am :  Julien Andlauer sur Porsche 911 RSR-19 en 3 min 50 s 445 au tour 272.

## Tours en tête
- no 8 Toyota GR010 Hybrid : 274 tours (1-12 / 24 / 36 / 48 / 60-84 / 96 / 107-126 / 131-216 / 228 / 240 / 256-380)
- no 7 Toyota GR010 Hybrid : 106 tours[21] (13-23 / 25-35 / 37-47 / 49-59 / 85-95 / 97-106 / 127-130 / 217-227 / 229-239 / 241-255)

## À noter
- Longueur du circuit : 13,626 km (13 626 m)
- Nombre de virages : 38
- Nom du circuit : Circuit automobile de la Sarthe
- Lieu : Le Mans, Pays de la Loire, France